# ولاية بغلان
ولاية بغلان (داري/باشتو: بغلان «باولان») هي واحدة من أربع وثلاثين ولاية في أفغانستان تَقع في شمالي البلاد، تَبلُغ مساحتها حوالي 17109 کيلو متر مربع، وقد بلغَ عدد سُكَّانها في 2020 حوالي 1,014,634 نسمة، عاصمتها بُل خُـمري، وفيها مَوقِع أنقاض معبد النار الزرادشتي.
بغلان من المحافظات الزراعيَّة والصناعيّة والَّتِي تشتهر أيضاً بأرزها الغني وفيها عدد من المناجم يشمل الفحم الحجريّ والاسمنت بِالإضافة إلي مصنع للحبوب والسکر والَّذِي شهداً انفجاراً هائلاً في نوفمبر 2007 ممَّا أدي إلي مقتل أکثر من 100 مواطن أفغاني وعدداً من أعضاء بالبرلمان الأفغاني بَينِهُم مصطفي کاظمي. تتواجد ببغلان جامعة وکليات عدَّة ومن بينها کلية الزراعة.

## التَّاريخ

### التَّاريخ المُبَكِر
اشتق اسم بغلان من «باغولانغو» أو «معبد الصورة»، وقد نقش على معبد «سورخ كوتال» في عهد إمبَراطور كوشان في أوائل القرن الثاني الميلاديّ، سافر الراهب البوذي الصيني تشيونتسانغ عبر باغلان في مُنتَصَف القرن السابع الميلاديّ، وأشار إِلَيهَا بِاِسم «مملكة فو كيا لانج».
في القرن الثالث عشر الميلاديّ مكثت قوات مغولية في مِنطَقَة قندوز بغلان، وَفِي عام 1253 وقَّعت اَلمِنطَقَة تحت «ولاية سالي نويان تتار»، المُعين من مونكو خان، ولاحقًا ورث ابنه «أولادو» وحفيده «بكتوت» المَنصِب، وقد شكلت قوات الحامية التُركيَّة المغوليَّة («تاما») مَجمُوعَة «فصيل القرعونة» الذين سكنوا اَلمِنطَقَة، وبحلول القرن الرابع عشر تحالفت مَع خانية جغتاي، وَتُلَاحِظ «فوربس مانز» أن قوات «قندوز-بغلان» ظلت متماسكة ومؤثرة طوال الفَترَة التيموريَّة حتَّى الغزو الأوزبكي. وبحلول العَام الهجري 900 (1494-1495 م)، كَانَت اَلمِنطَقَة في بابر نامه محكومة من أمير قفجاق.

### القرن العِشرين
أصبَحَت أفغانستان في مُنتَصَف القرن العِشرين هدفًا للتنمية الدوليَّة من كلّ من العَالَم الغربيّ والسوفييتي، وبدأت المشاريع الزراعيَّة الصناعيّة في بغلان، وشملت مصانع لإنتاج السكر من بنجر السكر ولإنتاج الزيوت النباتيّة. وساهمت الخبرة التشيكيَّة بشكل كَبِير في تَطوِير صناعة تعدين الفحم في «وادي كركر» في بغلان، وَهُو منجم الفحم الوحيد في أفغانستان الَّذِي ظَلّ يعمل حتَّى عام 1992.
أنشأ السوفييت في عام 1982 مِنطَقَة كيان العسكريَّة في جَنُوب بغلان خِلال الحرب السوفيتيّة الأفغانيَّة، ودافع عَنهَا 10 ألف رجل من الإسماعيليَّة، وبحلول 1992 أصبحوا 18 ألف رجل، وكانوا قد انحازوا إلى السوفييت بسبب الخِلافات مَع المُعارضة الإسلاميَّة. وبشكل عام كَان الإسماعيليُّون الأفغان يميلون إلى دعم الشيوعيين، بخلاف أن الزعيم الإسماعيليّ «سيد منوشهر» قاد حَرَكَة حزبية ضدَّ الشيوعيين.
كَانَت أجزاء كَبِيرَة من بغلان ومقاطعة سامانجان المُجاورة تحت سيطرة «عشيرة نادري» المُتحالفة مَع الاتِحاد السوفيتيّ، وسلطة الإسماعيليين القضائيَّة، وكانت إحدى القَوَاعِد الأساسيّة الثلاث السوفيتيّة في أفغانستان تَقع في مقاطعة بغلان، وكانت بمثابة «أكبر مَركَز إمداد عسكري ومستودع أسلحة للقوات السوفيتيّة في أفغانستان».

### التَّاريخ الحديث
عِند اندلاع الحرب الأفغانيَّة عام 2001 حاول الزعيم الإسماعيليّ «سيد منصور نادري» استعادة بغلان من طالبان، حيثُ كَان متحالفًا مَع أمير الحرب الأوزبكي عبد الرشيد دوستم وحزبه جمبيش الملي، كما سعى حزب الجَمَاعَة الإسلاميَّة الَّذِي يهيمن عليه الطاجيك للسيطرة على بغلان، لَم يتمكَّن نادري وجماعته من الاستيلاء على عاصمة «بول الخمري» على الرغم من تلقيه الدعم القوي بَين الإسماعيليين الأفغان والشيعة الهزارة، وَفِي الأخير تفاوض على اتفاقية لتقاسم السلطة مَع ميليشيات الأندارابي المُهيمنة.
في 13 يونيو 2012 ضرب زلزالان أفغانستان وحدث انهيار أرضي كَبِير في مِنطَقَة بوركا في مقاطعة بغلان، ودُفنت قرية ساي هزاره تحت صخور يصل ارتفاعُها إلى 30 مترًا، ممَّا أسفر عَن مقتل نَحو 71 شخصًا، وَفِي 13 أبريل 2021 قال مسؤول في مقاطعة بغلان إن مَجمُوعَة من مقاتلي طالبان هاجمت نقطة تفتيش في المُقاطعة في ذَلِك اليوم وقتلت ستة من أفراد الأَمن. 
هاجمت قوات بِقيادة «أندارابي» مقاتلي طالبان في 20 أغسطس 2021 في عدَّة أجزاء من مقاطعة بغلان، ممَّا أسفر عَن مقتل أو إصابة مَا يصل إلى 60 من طالبان.

## السِياسَة والحُكم
تُمِثل مَدِينَة بولي خومري عاصمة المُقاطعة، وتتولَّى الشرطة الوطنيَّة الأفغانيَّة جَمِيع أَنشطة إنفاذ القَانُون في جَمِيع أنحاء المُقاطعة، ويُمثل رَئِيس شرطة الإقليم وزارة الداخليَّة في كابول، ويحظى الحزب الوطنيّ الأفغاني بدعم قوات الأَمن الوطنيّ الأفغانيَّة الأُخرى.

### قائمة الحكام
| الحاكم                  | الفترة                         |
| ----------------------- | ------------------------------ |
| محمد هاشم صافي          | حوالي (1964 إلى حوالي 1968)    |
| روشان ديل وردك          | من حوالي 1970                  |
| بوهانمال جولداد         | من حوالي 1978                  |
| عادل زورماتي            | من حوالي 1981                  |
| مامور غيور              |                                |
| سيد منصور نادري         |                                |
| سيد جعفر نادري          | من حوالي 1989 إلى حوالي 1996   |
| الملا عبد الجبار العمري |                                |
| مولوي نور الله نوري     | إلى حوالي 2001                 |
| محمد عمر                | 2001 - 2003                    |
| جمعة خان حمدارد         | 4 فبراير 2005 - 4 سبتمبر 2005  |
| محمد علم راسيخ          | 4 سبتمبر 2005 - 26 يوليو 2006  |
| سيد اكرام الدين         | 26 يوليو 2006 - 8 نوفمبر 2007  |
| عالم اسحاقزاي           | 8 نوفمبر 2007 - يناير 2008     |
| عبد الجبار حقين         | يناير 2008 - 12 يناير 2009     |
| محمد أكبر بركزاي        | 12 يناير 2009 - 2010           |
| منشي عبد المجيد         | أبريل 2010 - 19 سبتمبر 2012    |
| سلطان محمد عبادي        | 20 سبتمبر 2012 - 7 أكتوبر 2015 |
| عبد الستار باريز        | 8 أكتوبر 2015 - مارس 2017      |
| عبد الحي نعيمتي         | مارس 2017                      |
| تاج محمد جاهد           | يوليو 2020                     |
| نزار أحمد نصرت          | 2021-7 نوفمبر 2021             |
| قاري بختيار معاذ        | 7 نوفمبر 2021 - حتى الآن       |

## التركيبَة السُكّانيّة
وفقًا لوكالة الإحصاء الوطنيَّة الأفغانيَّة، يُشكل الطاجيك والهزارة غالبية السكان، يليهم البشتون والأوزبك، وتُعتبر اللغة الفارسيَّة الأكثر نطقًا في اَلمِنطَقَة، ويتّبع الناطقون بالفارسيَّة البشتون الذين يُشكِلون الأغلبيَّة العرقيّة في مِنطَقَة بغلاني جَدِيد، ويتبعهم الأوزبك وبعض التتار.
تُعتبر بغلان موطن لمجموعة صغيرة من المُسلمين الإسماعيليين من خلفية هزارة بِقيادة سيد كيان.

## الرعاية الصحيّة
أرتفعت نسبة الأسر الَّتِي تحصل على مياه شرب نظيفة من 19% في عام 2005 إلى 25% في عام 2011، وارتفعت نسبة الولادات الَّتِي تتم بإشراف قابلة ماهرة من 5.5% في عام 2005 إلى 22% في عام 2011.

## التَّعليم
ارتفع مُعَدّل الإلمام بالقراءة والكتابة الإجمالي (6 سنوات فأكثر) من 21% في عام 2005 إلى 24% في عام 2011، وارتفع مُعَدّل الالتحاق الصافي الإجمالي (6-13 عامًا) من 29% في عام 2005 إلى 62% في عام 2011.

## الاقتِصَاد
يُعتبر القطن وبنجر السكر المَحاصيل الأولية في بغلان مُنذ عام 1974، وَفِي الأربعينيَّات بَدَأت اَلمِنطَقَة بإنتاج السكر الصناعي، كما أنتجت اَلمِنطَقَة العنب والفستق الحلبي والرمان.
تنتج المُقاطعة أيضًا الحرير، ويُستخرج الفحم في وادي كركر.

## التقسيمات

تقسيمات مقاطعة بغلان قبل عام 2005، عندما نُقلت مقاطعة كشمارد إلى ولاية باميان.

| الاسم          | العاصِمَة   | السكان  | اَلمِنطَقَة | ملحوظات                                                                           |
| -------------- | --------- | ------- | ------- | --------------------------------------------------------------------------------- |
| اندراب         |           | 29334   |         | مقسمة إلى أجزاء فرعيَّة في عام 2005.                                                |
| بغلاني جَدِيد    | بغلان     | 202375  |         | الباشتون 70%، الطاجيك 20%، الأوزبك 10%                                            |
| البرقع         |           | 60561   |         | الأوزبك 60%، الطاجيك 20%، الهزارة 10%، الباشتون 10%                               |
| دهانا الغوري   |           | 67796   |         | 80% الباشتون، 10% الهزارة، الأوزبك 10%                                            |
| ديه صلاح       |           | 31100   |         | تم إنشاؤها عام 2005 في مِنطَقَة أندراب.                                              |
| دوشي           |           | 36769   |         | 60% الهزارة، 39% الطاجيك                                                          |
| فارانج وغارو   |           | 19060   |         | يهيمن الطاجيك على اَلمِنطَقَة، وقد تم إنشاؤها في عام 2005 داخل مقاطعة خوست وا فيرينغ. |
| غوزارجاهي نور  |           | 11,625  |         | يهيمن الطاجيك على اَلمِنطَقَة، وقد تم إنشاؤها في عام 2005 داخل مقاطعة خوست وا فيرينغ. |
| خنجان          |           | 35,011  |         | الطاجيك 85%، الهزارة 5%، الباشتون 5%، آخرون 5%                                    |
| خوست وا فيرينغ |           | 72.592  |         | يهيمن الطاجيك على التقسيم الفرعي في عام 2005.                                     |
| خواجة هجران    |           | 27442   |         | يهيمن الطاجيك على اَلمِنطَقَة الَّتِي تأسّست عام 2005 داخل مقاطعة أندراب.                 |
| نهرين          |           | 79847   |         | الطاجيك 60%، الباشتون 35%، الأوزبك 5%                                             |
| بولي حصار      |           | 31767   |         | يهيمن الطاجيك على اَلمِنطَقَة الَّتِي تأسّست عام 2005 داخل مقاطعة أندراب.                 |
| بولي خمري      | بولي خمري | 247.923 |         | الطاجيك 30%، الهزارة 20%، البشتون 30%، الأوزبك 10%                                |
| تالا وبرفاق    |           | 34741   |         | الهزارة 70%، الطاجيك 30%                                                          |